# Azuma-Kofuji
Der Azuma-Kofuji (japanisch 吾妻小富士) ist ein Vulkanberg mit Caldera westlich der Stadt Fukushima an der Grenze zur Präfektur Akita. Die Höhe ist mit 1707 Metern angegeben.

## Übersicht
Kofuji bedeutet übersetzt „kleiner Fuji“. Der Berg ist Teil einer Vulkangruppe, welche aus mehreren andesitischen und basaltischen Schichtvulkanen, Schildvulkanen, Aschenkegeln und Lavadomen besteht und von der Stadt Fukushima aus eindrucksvoll zu sehen ist. Der höchste Punkt der Vulkangruppe liegt bei 2035 Metern. Im Azuma-Vulkankomplex befinden sich mehrere Kraterseen. Die historisch bekannten Ausbrüche, meist kleine phreatische Explosionen, fanden in der Gegend des Issaikyo-Kraters am Nordende der Vulkangruppe statt.
Vulkanische Aktivitäten bewirken einen stark schwefeligen Geruch in der Nähe des Berges. Auch viele Onsen, heiße Quellen, die in tieferen Lagen um den Berg herum zu finden sind, haben diesen typischen Geruch. Beispiele nahegelegener Onsen sind Takayu-Onsen, Noji-Onsen, Akayu-Onsen, Tsuchiyu-Onsen.
Bekannte Ausbrüche, welche mit der Radiokohlenstoffmethode datiert wurden: 5700 v. Chr. (Ausstoß von 2 Millionen Kubikmeter Tephra),  5400 v. Chr. (Ausstoß von 800.000 Kubikmeter Tephra), 3000 v. Chr. (Ausstoß von 500'000 Kubikmeter Tephra), 2750 v. Chr., 1800 v. Chr., 950 v. Chr., 150 v. Chr. sowie im Jahr 600. Historische Aufzeichnungen belegen weitere Eruptionen 1331, 1711, 1800, 19. Mai bis 13. Juli 1893, 9. bis 10. November 1893, 16. März bis 12. April 1894, 8. März bis 13. September 1895, 10. bis 19. Februar 1950 sowie 7. Dezember 1977.